# Roger Goodell
Pour les articles homonymes, voir Goodell.
Roger Stokoe Goodell, né le 19 février 1959 à Jamestown, est un homme d'affaires et entrepreneur américain qui est commissaire de la National Football League depuis 2006.

## Début de la vie
Goodell est né à Jamestown, New York, le 19 février 1959. Son père, Charles Goodell, est un homme politique important de l'État de New York, marié à Jean Rice. Goodell a fréquenté le lycée Bronxville, où il excellait dans les sports, notamment le football, le basket-ball et le baseball. Il a été capitaine de l'équipe pour les trois sujets sportifs en tant que senior et a été nommé athlète de l'année de l'école. Cependant, des blessures ont contrecarré ses chances de jouer au football universitaire ou d'accéder aux ligues professionnelles. Goodell est diplômé du Washington and Jefferson College en 1981 avec un diplôme en économie et un baccalauréat ès arts.

## Ligue nationale de football
En 1982, Goodell entre au bureau du commissaire de la National Football League en tant que stagiaire administratif sous l'aile du commissaire Pete Rozelle. En 1983, Goodell rejoint le front office des Jets de New York en tant que stagiaire. Il retourne ensuite au bureau du commissaire de la ligue en 1984 à titre d'adjoint au service des relations publiques.
En 1987, Goodell est nommé assistant du président de l'American Football Conference, Lamar Hunt. Sous la tutelle du commissaire Paul Tagliabue, Goodell occupe divers postes dans le domaine du football et des opérations commerciales. En 2001, Goodell est nommé vice-président exécutif et chef de l'exploitation de la ligue.
Après la retraite de Tagliabue, Goodell est l'un des candidats pour le remplacer. Après cinq tours de scrutin distincts, Goodell remporte l'élection face à Gregg Levy. Goodell est officiellement investi commissaire de la NFL le 1er septembre 2006.
En 2014, il est mis en cause sur la gestion de l'affaire de violence conjugale de Ray Rice. Durant cette crise, qui est la plus grave depuis sa nomination, il fait publiquement son mea culpa.

## Filmographie
- 2014 : Le Pari (Draft Day) d'Ivan Reitman : lui-même

## Vie personnelle
En octobre 1997, Goodell a épousé l'ancienne présentatrice de nouvelles Jane Skinner. Le couple a des filles jumelles, toutes deux nées en 2001.
Goodell a quatre frères. Parmi eux se trouve Timothy, qui est vice-président senior de Hess Corporation. L'autre frère est Michael, qui a été le créateur d'une émission télévisée de courte durée, The Book of Daniel. Goodell a également un cousin nommé Andy, qui est membre de l'Assemblée de l'État de New York.